# Булерт, Клаус
Клаус Булерт (нем. Klaus Buhlert; род. 7 июня 1950, Ошерслебен) — немецкий композитор.
В 1972 г. эмигрировал из ГДР. Изучал акустику в Массачусетском технологическом институте, в 1981 г. защитил диссертацию в Берлинском техническом университете (Западный Берлин). В 1983—1986 гг. вёл там же курс электронной и компьютерной музыки.
В 1983 г., познакомившись с режиссёром Джорджем Табори, обратился к сочинению театральной музыки. Среди многочисленных работ Булерта в этой области — музыка к инсценировкам произведений Э. Т. А. Гофмана, Германа Мелвилла, Арно Шмидта и др. В 2005 г. аудиокнига по роману Роберта Музиля «Человек без свойств» с музыкой Булерта была признана лучшей аудиокнигой Германии (премия Deutschen Hörbuchpreis).
Кроме того, Булертом и Томасом Вильбрандтом была написана музыка к известной песне «History (repeats itself)», вошедшей в саундтрек фильма «Прирождённые убийцы» в исполнении певицы Фэй Ловски.
1. ↑  Klaus Buhlert // Discogs (англ.) — 2000.